# Branko Crvenkovski
Branko Crvenkovski (en macédonien : Бранко Црвенковски), né le 12 octobre 1962 à Sarajevo, est un homme d'État macédonien membre de l'Union sociale-démocrate de Macédoine (SDSM).
Il prend la présidence de la SDSM en 1991, exerçant les fonctions de président du gouvernement de 1992 à 1998, puis à compter de 2002. En 2004, il est élu président de la République et se met alors en retrait du jeu politique. Il n'accomplit qu'un seul mandat de cinq ans et retrouve, en 2009, la direction de l'Union sociale-démocrate. Il met un terme à sa carrière politique en 2013.

## Biographie

### Formation
Né en république socialiste de Bosnie-Herzégovine, il suit des études de génie automatique à la faculté d'électro-technique de l'université Saints-Cyrille-et-Méthode de Skopje. Il en sort diplômé en 1986 et travaille ensuite pour l'entreprise Semos, à Skopje.

### Figure de la Macédoine indépendante

#### Très jeune président du gouvernement
Il se présente aux premières élections législatives libres, tenues en novembre 1990, en tant que candidat de la Ligue des communistes de Macédoine – Parti de la transformation démocratique (SKM-PDP). Le parti devient l'Union sociale-démocrate de Macédoine (SDSM) le 20 avril 1991 et il prend la présidence à 28 ans.
Le 5 septembre 1992, Branko Crvenkovski est nommé à 29 ans président du gouvernement de Macédoine par le président de la république de Macédoine Kiro Gligorov. Il forme alors un cabinet de coalition minoritaire avec le Parti pour la prospérité démocratique (PDP), qui représente les Albanais de Macédoine, l'alliance ne rassemblant que 48 députés sur 120.
Il conserve ses fonctions au cours des élections législatives de 1994, d'autant que l'opposition conservatrice en boycotte le second tour. L'Alliance pour la Macédoine, formée autour de la SDSM, remporte en effet 98 députés et assure la réélection de Gligorov avec plus de trois quarts des voix au premier tour. Il reconduit ensuite son alliance avec le PDP.

#### Quatre ans dans l'opposition
Les élections législatives de 1998 ne se déroulent pas selon le même scénario, puisque l'Union sociale-démocrate se contente de seulement 27 députés, tandis que le parti conservateur et nationaliste VMRO-DPMNE en totalise 49. Il cède donc le pouvoir le 30 novembre à Ljubčo Georgievski.
En 1999, la SDSM présente l'ancien président de l'Assemblée Tito Petkovski à l'élection présidentielle, mais celui-ci est battu au second tour, avec 47 % des voix, par le candidat conservateur Boris Trajkovski. Les sociaux-démocrates rejoignent deux ans plus tard le gouvernement d'union nationale que forme Georgievski en mai 2001, en réaction à l'insurrection albanaise, Crvenkovski ne rejoignant pas lui-même le cabinet. La SDSM en sort au bout de six mois.

#### De nouveau au pouvoir
Dans la perspective des élections législatives du 15 septembre 2002, il constitue la coalition « Ensemble pour la Macédoine » (ZMZ), qui réunit la SDSM, le Parti libéral-démocrate (LDP) et divers petits partis. Avec 41,6 % des voix, ZMZ reçoit 60 députés, dont 43 pour les sociaux-démocrates.
Le chef de l'État désigne alors Crvenkovski pour former le prochain cabinet le 7 octobre. Ce dernier parvient à constituer une coalition avec l'Union démocratique pour l'intégration (BDI/DUI), le principal parti de la minorité albanaise. Le 1er novembre, Branko Crvenkovski est investi à 40 ans président du gouvernement de Macédoine pour la troisième fois de sa vie, son gouvernement obtenant la confiance de l'Assemblée par 72 voix pour et 18 voix contre.
Avec une dizaine d'autres pays de l'Europe centrale et orientale, il annonce le 5 février 2003 que la Macédoine participera à la coalition militaire mise sur pied par les États-Unis dans l'objectif d'envahir l'Irak.

### Président de la République

#### Une élection nette
Le 26 février 2004, le président Trajkovski meurt dans l'accident de son avion en Bosnie-Herzégovine. Conformément à la Constitution, le président de l'Assemblée Ljupčo Jordanovski, social-démocrate, assume l'intérim. Il convoque une élection présidentielle anticipée en avril. La SDSM accorde alors son investiture au chef de l'exécutif.
Si seuls quatre candidats postulent, il a pour principal adversaire Saško Kedev, soutenu par la VMRO-DPMNE. Au soir du premier tour, le 14 avril, il est en tête avec 42,5 % et devance Kedev de 76 200 voix. Il est facilement élu au second tour, deux semaines plus tard, avec 62,6 % des suffrages, soit une avance de 221 200 bulletins de vote.
Le 12 mai 2004, Branko Crvenkovski est investi président de la république de Macédoine, abandonnant en conséquence la présidence du gouvernement et celle de la SDSM.

#### Trois présidents du gouvernement

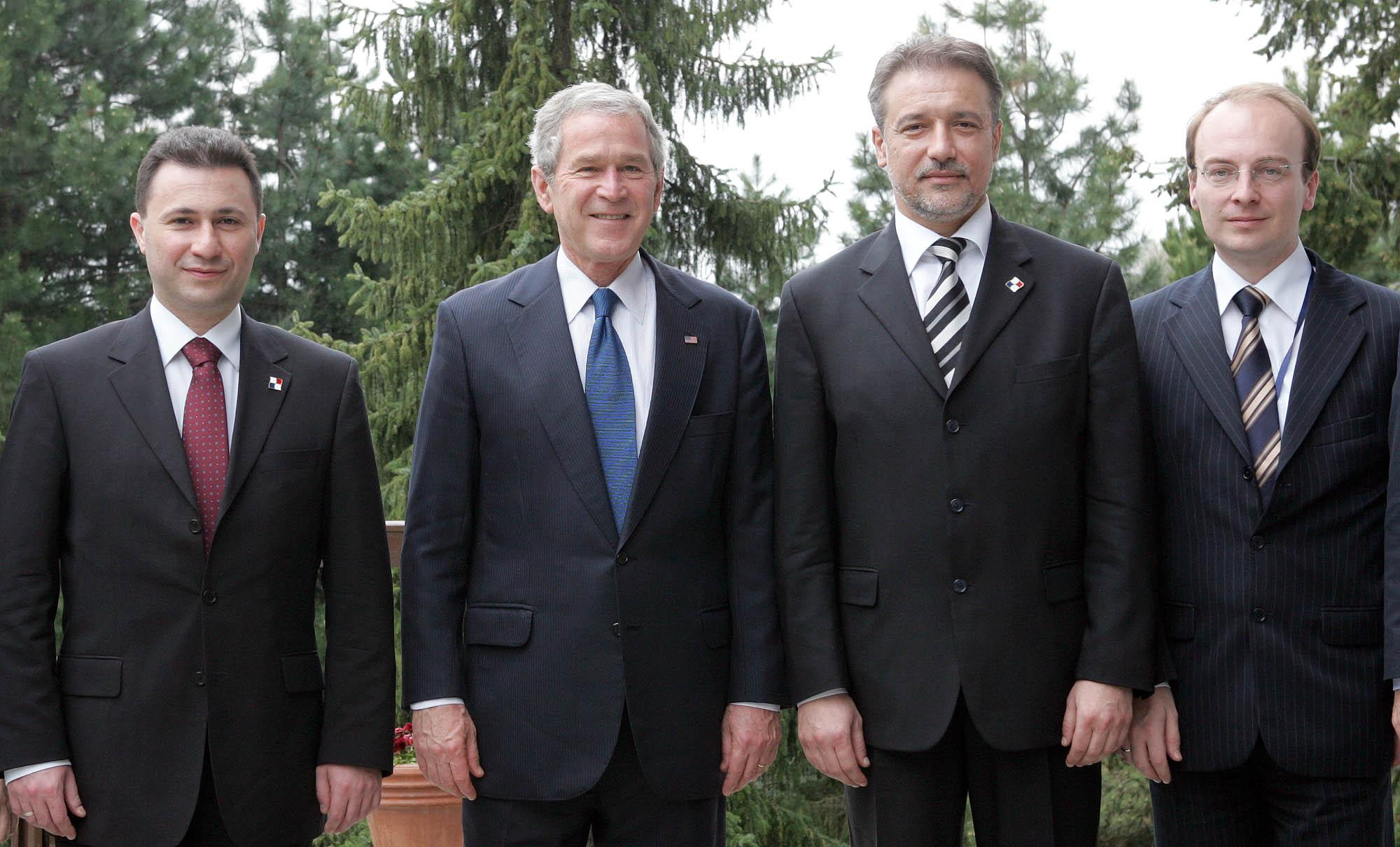
Crvenkovski et le président George W. Bush, entourés de Nikola Gruevski et Antonio Milošoski, en 2008.

Deux jours plus tard, il appelle le ministre de l'Intérieur Hari Kostov à former le nouveau gouvernement, sur recommandation de l'Union sociale-démocrate. Après que Kostov a remis sa démission le 18 novembre, le président de la SDSM et ministre de la Défense Vlado Bučkovski est chargé de constituer le nouvel exécutif.
Les élections législatives de juillet 2006 marquent la défaite des sociaux-démocrates et le retour au pouvoir des conservateurs. Il demande donc le 28 juillet à Nikola Gruevski de nommer un nouveau cabinet. Celui-ci y parvient et entre en fonction le 26 août, ouvrant une nouvelle ère de cohabitation à la tête de l'État macédonien.
Le 1er juin 2008 se tiennent les premières élections législatives anticipées depuis l'indépendance du pays en 1991. La VMRO-DPMNE en sort largement vainqueur au détriment de la SDSM, désormais présidée par Radmila Šekerinska. Gruevski est donc rappelé à la fin du mois pour constituer un nouveau gouvernement.

### Dernier passage en politique
Il renonce alors à concourir pour un second mandat, comme la Constitution l'y autorise, et l'Union sociale-démocrate investit l'ancien ministre Ljubomir Frčkoski. Le scrutin, organisé en mars et avril, voit la très nette victoire du candidat indépendant soutenu par les conservateurs, Gjorge Ivanov.
Branko Crvenkovski lui cède ses fonctions le 12 mai, devenant le premier chef de l'État macédonien depuis 1991 dont le successeur direct est issu d'une élection présidentielle. Il reprend, le 24 mai, ses anciennes fonctions de président de la SDSM. Pour les élections législatives anticipées du 5 juin 2011, il choisit Šekerinska comme chef de file, mais cette dernière échoue à reprendre le pouvoir.
Il renonce donc à la présidence du parti le 2 juin 2013, au profit de son vice-président Zoran Zaev, et se retire de la vie politique.